# Nocticola flabella
Nocticola flabella är en kackerlacksart som beskrevs av Roth, L. M. 1991. Nocticola flabella ingår i släktet Nocticola och familjen Nocticolidae. Inga underarter finns listade i Catalogue of Life.